# 기차를 타고 온 남자
기차를 타고 온 남자(L'Homme Du Train, The Man On The Train)는 프랑스에서 제작된 파트리스 르꽁트 감독의 2002년 범죄, 드라마, 스릴러 영화이다. 장 로슈포르 등이 주연으로 출연하였고 필립 카카손 등이 제작에 참여하였다.

## 출연

### 주연
- 장 로슈포르
- 조니 할리데이

### 조연
- 장-프랑수아 스떼브낭
- 이사벨 페티 자크
- 빠트리스 르꽁트

## 제작진
- 미술: 이반 머시온
- 의상: 애니 페리어